# Magyar–Francia Kereskedelmi és Iparkamara
A Magyar–Francia Kereskedelmi és Iparkamarát (MFKI) 1991-ben alapították, székhelye Budapest. A kamara a külföldön működő francia kereskedelmi és iparkamarák hálózatának (UCCIFE) szerves része. A jelenleg több mint 200 tagja között egyaránt találunk KKV-kat, francia nagyvállalatok leányvállalatait, egyéni vállalkozókat mind francia, mind magyar oldalról. A kamara elnöke Károlyi László, igazgatója pedig Ducrot Ágnes.

## Missziók
Az MFKI legfontosabb missziói a Magyarország és Franciaország közötti kétoldalú kereskedelem elősegítése, valamint a tagvállalatok fejlődésének és versenyképességének növelése a hazai és a nemzetközi kapcsolatrendszerének felhasználásával.

## Elsődleges célkitűzések
- Az innováció, a gazdasági fejlődés motorjának támogatása
- Tanácsadás kis- és középvállalkozásoknak
- Egészség és környezetvédelem – két stratégiai ágazat
- A felsőoktatás és a vállalati igények összehangolása

## Tevékenységek[2]

### Rendezvények
Az MFKI rendezvényei fórumként szolgálnak új üzleti kapcsolatok kiépítésére, a tagvállalatok által kínált üzleti megoldások szélesebb körben való megismertetésére. Az MFKI számos különböző jellegű rendezvényt szervez, így például:
- üzleti ebédek magyar politikusokkal, gazdasági szakemberekkel
- a tagok közötti személyes találkozók lehetőségét kínáló rendezvények (Új tagok bemutatása, Speed Business Meeting, Business Mixer, Member to Members)
- stratégiai kezdeményezések (Egészség Charta, Környezet Charta) köré szervezett események
- tematikus klubok (HR, pénzügy, kommunikáció és marketing, ipar, logisztika és beszerzés, informatika)
- gálaest
- szabadidős rendezvények (Beaujolais Nouveau – Új bor ünnepe, év végi fogadás, World Series by Renault)
- sportesemények (squash, asztalitenisz bajnokság, teniszbajnokság, golfverseny)
- kulturális események (múzeumlátogatás)

### Kereskedelmi szolgáltatások
- Piackutatás: üzleti partnerkeresés (importőrök, forgalmazók, beszállítók, alvállalkozók), partnerlisták készítése, üzleti találkozók lebonyolítása, folyamatos kapcsolattartás meglévő ügyfelekkel, információkeresés, piackutatás igény szerint
- Vállalatalapítás Magyarországon: irodahelyiség és levelezési cím használati joga, közreműködés új munkaerő keresésében, közreműködés cégalapításban, VIE számára nyújtott irodabérlési lehetőség
- Gazdasági programok szervezése magyar vállalatok részére Franciaországban és francia vállalatok részére Magyarországon
- Fordítás, tolmácsolás
- Beszállítói Napok szervezése előre egyeztetett kritériumok alapján

## Kiadványok
Az MFKI évente megjelenő Évkönyve hatékony és praktikus kiadvány a cégek számára mindennapi tevékenységük során. Az Évkönyv tartalmazza a tagvállalatok elérhetőségét és tevékenységeik leírását.
A kétnyelvű INFO magazin évente három alkalommal jelenik meg, 1500 példányban. Magyarországon és Franciaországban terjesztik az MFKI partneri hálózatán belül. Témái: gazdasági, jogi és HR hírek, a Kamara élete, tematikus melléklet.
Az MFKI egyik fő feladata a tagvállalatok tájékoztatása. Ennek érdekében rendszeresen jelentkezik elektronikus havi hírlevelével és alkalomszerűen speciális hírlevelekkel.
A Francia jelenlét Magyarországon című kiadvány iparági elemzéseket tartalmaz. A tanulmány a Francia Nagykövetség Gazdasági Osztálya, a Magyar–Francia Kereskedelmi és Iparkamara, a Külkereskedelmi Tanácsosok és a Gazdasági Kirendeltség-Ubifrance közös munkájának az eredménye.